# Kruipuit
Kruipuit is een buurtschap in de deelgemeente Adegem van de Oost-Vlaamse gemeente Maldegem.
Kruipuit ontwikkelde zich aan een kruispunt van wegen, zodat er een verbinding is naar Ursel en Eeklo enerzijds, en naar Adegem en Oostwinkel anderzijds.
In de buurtschap bevindt zich een basisschool en een ook zijn er enkele winkels. Ook bezat de buurtschap een standerdmolen, de Kruipuitmolen genaamd, welke reeds bestond in 1641 en fungeerde als korenmolen. Deze bleef in bedrijf tot 1894 en werd gesloopt in 1918, nadat hij was vernield door Duitse beschietingen.

## Nabijgelegen kernen
Oostwinkel, Ursel, Adegem, Eeklo
Deelgemeenten: Adegem · Maldegem · Middelburg

Overige dorpen en gehuchten: Appelboom · Blakkeveld · Burkel · Donk · Heuledonk · Kattenhoek · Kleit · Kruipuit · Kruisken · Moerhuize · Onderdijke · Strobrugge · Vake · Veldekens · Vossenhol

Belgische gemeenten · Arrondissement Eeklo · Oost-Vlaanderen · Vlaanderen